# Euristeo

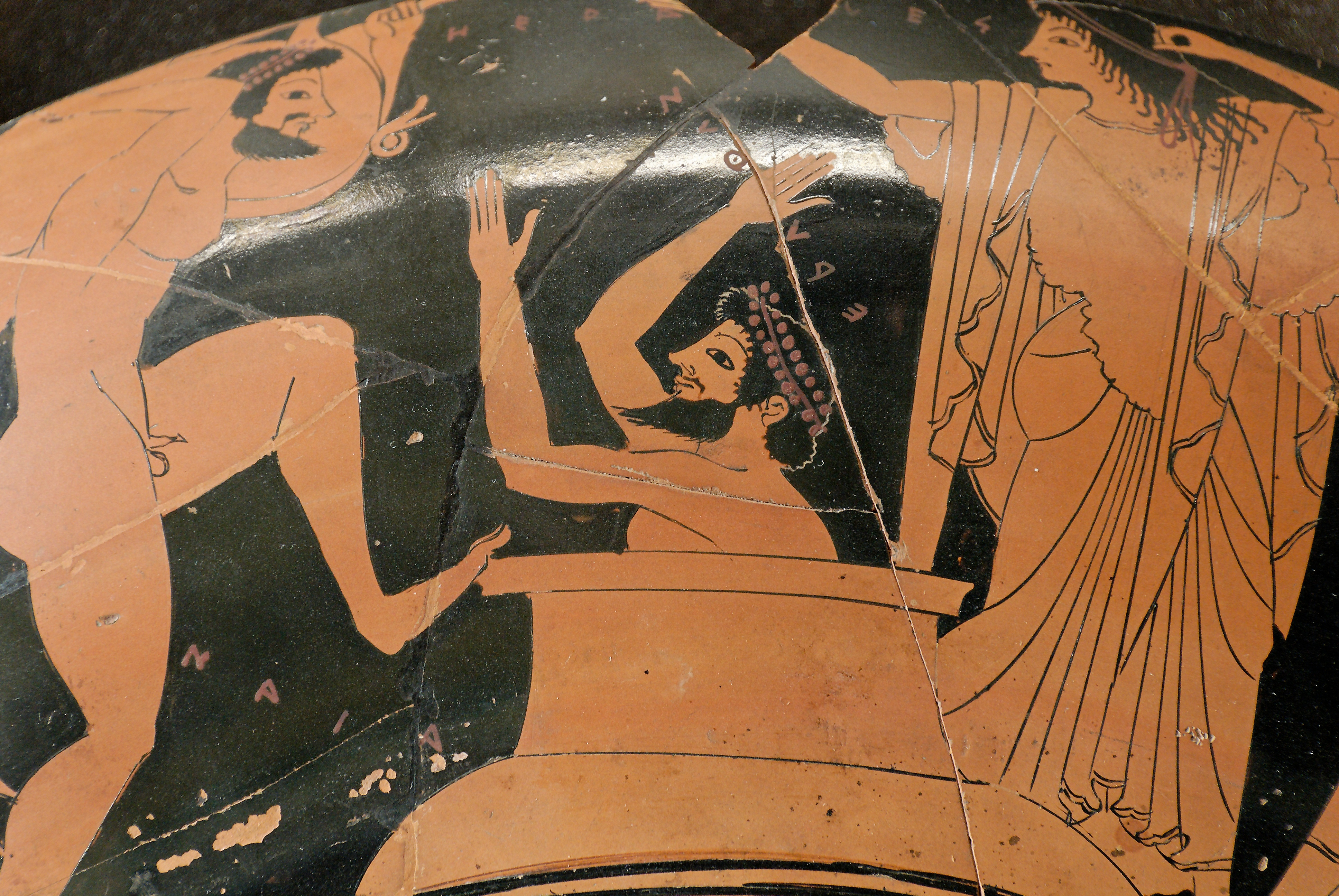
Cerámica de figuras rojas de Olto, ca. años 510 a. C., conservada en el Museo del Louvre: Euristeo ocultándose en un cántaro mientras Heracles completa el cuarto trabajo, la caza del Jabalí de Erimanto.

En la mitología griega Euristeo (en griego antiguo, Εὐρυσθεύς, Eurystheús) fue hijo de Esténelo (hijo de Perseo), y de Nicipe (hija de Pélope). O bien su madre era Arquipe o Antibia. Era, por lo tanto, primo de Heracles.
Euristeo fue rey de la Argólida (región que comprendía a Micenas, Argos, Midea y Tirinto). Se casó con Antímaca (Ἀντιμάχη), hija de Anfidamante.
Euristeo es quien manda a Heracles ejecutar sus esforzados doce trabajos, pero su figura aparece totalmente oscurecida por la de Heracles. Como dice Pierre Grimal:

Euristeo aparece como un hombre imperfecto, física y moralmente, que tiembla de miedo ante el héroe y que es incapaz de hacerse merecedor del poder que ostenta por voluntad divina
Pierre Grimal, Diccionario de mitología griega y romana, voz Euristeo.

## Euristeo y Heracles

### Nacimiento adelantado de Euristeo
Para que Euristeo reinara en Micenas de preferencia a Heracles, Hera quiso adelantar su nacimiento y convenció a Ilitía, diosa de los alumbramientos, de que retrasara el de Alcmena, preñada de Heracles, en tanto que apresuró el de Nicipe. Por tanto Euristeo nació antes, siendo sietemesino.

### Los doce trabajos de Heracles
Cuando ya era rey, el oráculo de Delfos ordenó a Heracles que se pusiera al servicio de Euristeo durante doce años y le dijo que cuando lograra concluir con éxito los doce trabajos que este le mandara, lograría obtener la inmortalidad. Euristeo, atemorizado ante el valor de Heracles cuando le presentó la cabeza del león de Nemea tras su primer trabajo, le prohibió entrar en la ciudad y dijo que el resultado de los trabajos siguientes debía exhibirlos delante de las puertas. Además, se solía esconder en una tinaja de bronce cuando Heracles acudía, y le transmitía las órdenes de sus trabajos por medio de Copreo, un hijo de Pélope a quien Euristeo había purificado.
En una versión alternativa, Heracles y Euristeo eran amantes y Heracles había ejecutado los trabajos por amor a él.
Euristeo mandó a Heracles doce trabajos en lugar de diez, ya que no consideró válidos el de matar a la Hidra de Lerna (porque Heracles lo había hecho con ayuda de Yolao) ni tampoco el de limpiar los establos de Augías (porque había sido a cambio de un pago).

### Tras la divinización de Heracles
Después de que Heracles se instalase entre los dioses, Euristeo persiguió a sus hijos, que se refugiaron en Atenas. Entre los atenienses y el ejército de Euristeo se desencadenó una guerra en la que, tras realizarse el sacrificio de Macaria, hija de Heracles, vencieron los atenienses y murieron los hijos de Euristeo, que eran Alejandro, Ifimedonte, Euribio, Méntor y Perimedes.

## Muerte de Euristeo
Euristeo tuvo que huir en su carro pero Hilo le dio alcance y lo mató junto a las rocas escironias. Le cortó la cabeza y se la dio a Alcmena, la madre de Heracles, que le quitó los ojos. Otras fuentes señalan que Euristeo fue muerto por Yolao.
Pausanias ubica el sepulcro de Euristeo en la llamada Vía escironia, situada en el camino entre Mégara y Corinto. Estrabón, por otra parte, señala que su cuerpo fue sepultado en un lugar llamado Gargeto mientras la cabeza fue enterrada en Tricorinto, cerca de la fuente Macaria, y que por ello al lugar se le conocía como «cabeza de Euristeo».

## Descendencia
A Euristeo se le atribuye una hija, Admete. Se dice que Heracles fue enviado a buscar el cinturón de Hipólita porque Admete deseaba poseerlo. Otros añaden también a Eurípilo, que también murió de la misma manera que sus otros cinco hermanos, ya mencionados.